# ロックマンDASH 5つの島の大冒険!
『ロックマンDASH 5つの島の大冒険!』（ロックマンダッシュ いつつのしまのだいぼうけん!）は、カプコンの携帯電話向け有料サイト「カプコンパーティ」でドコモ専用アプリケーションとして配信されていたアクションゲームである。

## 登場キャラクター

### 主要キャラクター
ロック・ヴォルナット（Rock Volnutt）
ロール・キャスケット（Roll Casket）
バレル・キャスケット（Barrel Casket）
データ（Data）
トロン・ボーン（Tron Bonne）
ティーゼル・ボーン（Tiesel Bonne）
ボン・ボーン（Bon Bonne）
コブン（Kobun）

### その他のキャラクター
デニッシュ・マーマレード（Denise Marmalade）
『トロンにコブン』に登場した婦警。ロックとロールをバレルの命を狙う凶悪犯だと勘違して逮捕しようとする。

## ミッション
- エリア1 対決!ボーン一家を追いかけろ
- エリア2 パーツを集めろ!不時着したフラッター号
- エリア3 雪の島!永久凍土の謎
- エリア4 大噴火!火山島危機一髪
- エリア5 脅威の文明!甦った太古の塔